# كردينهم (كورنوال)
كردينهم (بالإنجليزية: Cardinham)‏ هي قرية و أبرشية مدنية تقع في المملكة المتحدة في إنجلترا. يقدر عدد سكانها بـ 625 نسمة .

## المناخ
يظهر الجدول التالي التغييرات المناخية على مدار السنة لكردينهم:
| البيانات المناخية لـكردينهم       | البيانات المناخية لـكردينهم | البيانات المناخية لـكردينهم | البيانات المناخية لـكردينهم | البيانات المناخية لـكردينهم | البيانات المناخية لـكردينهم | البيانات المناخية لـكردينهم | البيانات المناخية لـكردينهم | البيانات المناخية لـكردينهم | البيانات المناخية لـكردينهم | البيانات المناخية لـكردينهم | البيانات المناخية لـكردينهم | البيانات المناخية لـكردينهم | البيانات المناخية لـكردينهم |
| الشهر                             | يناير                       | فبراير                      | مارس                        | أبريل                       | مايو                        | يونيو                       | يوليو                       | أغسطس                       | سبتمبر                      | أكتوبر                      | نوفمبر                      | ديسمبر                      | المعدل السنوي               |
| --------------------------------- | --------------------------- | --------------------------- | --------------------------- | --------------------------- | --------------------------- | --------------------------- | --------------------------- | --------------------------- | --------------------------- | --------------------------- | --------------------------- | --------------------------- | --------------------------- |
| الدرجة القصوى °م (°ف)             | 13.3 (55.9)                 | 12.8 (55.0)                 | 16.0 (60.8)                 | 22.0 (71.6)                 | 23.1 (73.6)                 | 28.1 (82.6)                 | 28.1 (82.6)                 | 25.6 (78.1)                 | 22.2 (72.0)                 | 23.4 (74.1)                 | 15.0 (59.0)                 | 14.1 (57.4)                 | 28.1 (82.6)                 |
| متوسط درجة الحرارة الكبرى °م (°ف) | 7.9 (46.2)                  | 8.0 (46.4)                  | 9.8 (49.6)                  | 11.8 (53.2)                 | 15.0 (59.0)                 | 17.3 (63.1)                 | 19.1 (66.4)                 | 19.1 (66.4)                 | 17.1 (62.8)                 | 13.7 (56.7)                 | 10.6 (51.1)                 | 8.4 (47.1)                  | 13.2 (55.7)                 |
| متوسط درجة الحرارة الصغرى °م (°ف) | 3.0 (37.4)                  | 2.6 (36.7)                  | 4.0 (39.2)                  | 4.7 (40.5)                  | 7.6 (45.7)                  | 9.8 (49.6)                  | 12.2 (54.0)                 | 12.0 (53.6)                 | 10.5 (50.9)                 | 8.3 (46.9)                  | 5.5 (41.9)                  | 3.6 (38.5)                  | 7.0 (44.6)                  |
| أدنى درجة حرارة °م (°ف)           | −7.1 (19.2)                 | −8.2 (17.2)                 | −6.1 (21.0)                 | 0.6 (33.1)                  | 2.7 (36.9)                  | 7.1 (44.8)                  | 9.0 (48.2)                  | 7.9 (46.2)                  | 5.4 (41.7)                  | 0.1 (32.2)                  | −4.5 (23.9)                 | −4.9 (23.2)                 | −8.2 (17.2)                 |
| معدل هطول الأمطار مم (إنش)        | 148.0 (5.83)                | 110.2 (4.34)                | 104.0 (4.09)                | 89.8 (3.54)                 | 87.0 (3.43)                 | 81.2 (3.20)                 | 96.9 (3.81)                 | 96.0 (3.78)                 | 100.1 (3.94)                | 155.8 (6.13)                | 161.1 (6.34)                | 155.1 (6.11)                | 1٬385٫2 (54.54)             |
| متوسط الأيام الممطرة (≥ 1.0 mm)   | 17.7                        | 13.5                        | 15.1                        | 13.1                        | 11.7                        | 10.9                        | 12.6                        | 13.2                        | 12.7                        | 17.4                        | 17.9                        | 17.1                        | 172.9                       |
| المصدر #1: Met Office             |                             |                             |                             |                             |                             |                             |                             |                             |                             |                             |                             |                             |                             |
| المصدر #2: en.tutiempo            |                             |                             |                             |                             |                             |                             |                             |                             |                             |                             |                             |                             |                             |